# Rimularia gyrizans
Rimularia gyrizans är en lavart som först beskrevs av William Nylander och fick sitt nu gällande namn av Hertel & Rambold. 
Rimularia gyrizans ingår i släktet Rimularia och familjen Trapeliaceae.  Arten är reproducerande i Sverige. Inga underarter finns listade i Catalogue of Life.